# Diga di Kut
La diga di Kut è una diga sul fiume Tigri situata presso la moderna città di al-Kut, nel Governatorato di Wasit, in Iraq. Lunga 516 metri e alta 10,5, consiste di 56 porte, ognuna larga 6 metri. La portata massima è di 6.000 m3/s, ma in realtà non ha superato i 2.000 m3/s negli ultimi 10 anni. La diga è percorsa da una strada e comprende una chiusa che permette la navigazione lungo il Tigri. Ha lo scopo di mantenere il livello delle acque del Tigri sufficientemente alto per alimentare il canale di irrigazione Gharraf, che si stacca dal Tigri poco a monte della diga di Kut. Prima della costruzione della diga, il canale Gharraf riceveva acqua solo durante le piene del Tigri. Il livello dell'acqua nel canale è mantenuto dal Gharraf Head Regulator, che fu costruito contemporaneamente alla diga.
La diga di Kut fu costruita tra il 1934 ed il 1939 da aziende britanniche. La costruzione fu portata avanti da 2.500 operai arabi e curdi, e furono scavati 1.223.288 m3 di terra. Per la costruzione della diga si utilizzarono 191.139 m3 di calcestruzzo. Un'importante piena del Tigri nel 1936 provocò la completa inondazione del cantiere e provocò il temporaneo blocco delle opere di costruzione.
Nel 1952, 26.440 ettari furono irrigati con acque portate dal Canale Gharraf. Di queste nuove terre, 14.080 ha furono dati a piccole aziende agricole come parte di un programma di riforma agraria sociale. I contadini ricevettero 10 ha per famiglia e dovevano vivere nella terra che coltivavano. Nel 2005, si eseguirono lavori di riparazione e manutenzione della diga di Kut e del Gharraf Head Regulator con un costo totale di 3 milioni di USD.